# Natação nos Jogos Olímpicos de Verão de 1908

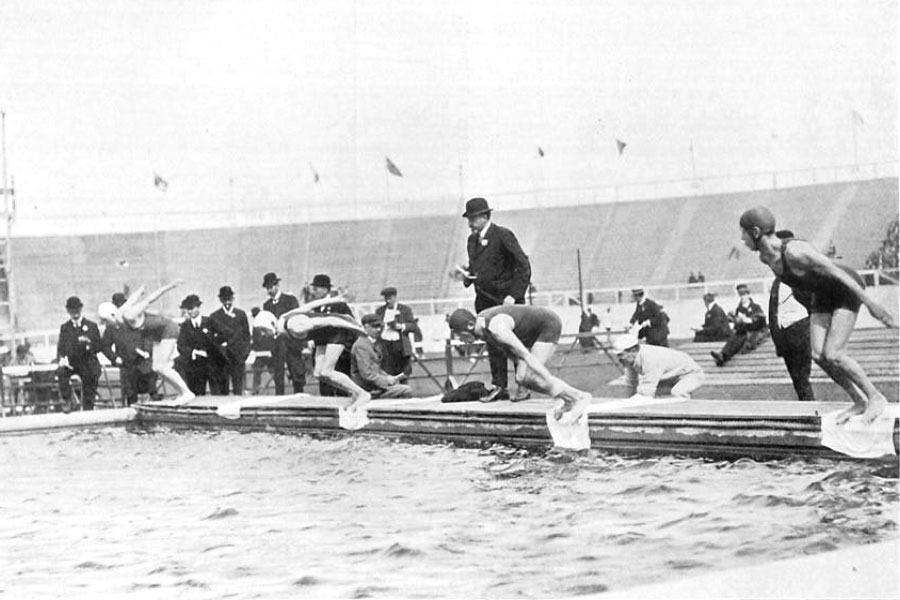
Largada para os 200 metros peito da natação em Londres 1908

A natação nos Jogos Olímpicos de Verão de 1908 foi realizado em Londres, no Reino Unido, com seis eventos disputados. 
Todas as provas da natação nos Jogos de 1908 mantem-se até os dias de hoje. Os 50, 200 e 800 metros livre não foram disputados como na edição anterior em Saint Louis, assim como o 4x50 metros livre que foi substituído pelo 4x200, o mesmo acontecendo com os 400 metros peito, agora com percurso de 200 metros.
Canadá e Finlândia competiram na natação pela primeira vez completando as 14 nações representadas, totalizando 100 nadadores.

## Eventos da natação
Masculino: 100 metros livre | 400 metros livre | 1500 metros livre | 100 metros costas | 200 metros costas | 4x200 metros livre

## 100 metros livre masculino
| Pos.   | País                 | Atletas         |
| ------ | -------------------- | --------------- |
| Ouro   | Estados Unidos (USA) | Charles Daniels |
| Prata  | Hungria (HUN)        | Zoltán Halmay   |
| Bronze | Suécia (SWE)         | Harald Julin    |

### Primeira fase
O melhor nadador em cada eliminatória e os dois melhores segundo colocados avançam as semi-finais.
Eliminatória 1
| Pos. | Nadador             | País              | Tempo        |
| ---- | ------------------- | ----------------- | ------------ |
| 1    | Zoltán Halmay       | HUN Hungria       | 1:08.2       |
| 2    | Theodore Tartakover | ANZ Australásia   | desconhecido |
| 3-6  | Davide Baiardo      | ITA Itália        | desconhecido |
| 3-6  | Bouke Benenga       | NED Países Baixos | desconhecido |
| 3-6  | Harald Klem         | DEN Dinamarca     | desconhecido |
| 3-6  | Herman Meyboom      | BEL Bélgica       | desconhecido |

Eliminatória 2
| Pos. | Nadador           | País               | Tempo        |
| ---- | ----------------- | ------------------ | ------------ |
| 1    | Otto Scheff       | AUT Áustria        | 1:11.8       |
| 2    | Addin Tyldesley   | GBR Grã-Bretanha   | 1:12.0       |
| 3-5  | Gérard Meister    | FRA França         | desconhecido |
| 3-5  | József Munk       | HUN Hungria        | desconhecido |
| 3-5  | Conrad Trubenbach | USA Estados Unidos | desconhecido |

Eliminatória 3
| Pos. | Nadador           | País              | Tempo        |
| ---- | ----------------- | ----------------- | ------------ |
| 1    | Frank Beaurepaire | ANZ Australásia   | 1:11.6       |
| 2    | Lambertus Benenga | NED Países Baixos | 1:13.2       |
| 3-5  | Robert Andersson  | SWE Suécia        | desconhecido |
| 3-5  | Henrik Hajós      | HUN Hungria       | desconhecido |
| 3-5  | Poul Holm         | DEN Dinamarca     | desconhecido |

Eliminatória 4
| Pos. | Nadador         | País               | Tempo        |
| ---- | --------------- | ------------------ | ------------ |
| 1    | Harald Julin    | SWE Suécia         | 1:12.0       |
| 2    | John Derbyshire | GBR Grã-Bretanha   | 1:12.6       |
| 3-4  | Victor Boin     | BEL Bélgica        | desconhecido |
| 3-4  | Robert Foster   | USA Estados Unidos | desconhecido |

Eliminatória 5
| Pos. | Nadador          | País               | Tempo        |
| ---- | ---------------- | ------------------ | ------------ |
| 1    | Charles Daniels  | USA Estados Unidos | 1:05.8       |
| 2    | József Ónody     | HUN Hungria        | 1:13.2       |
| 3    | George Innocent  | GBR Grã-Bretanha   | desconhecido |
| 4-5  | René André       | FRA França         | desconhecido |
| 4-5  | Hjalmar Saxtorph | DEN Dinamarca      | desconhecido |

Eliminatória 6
| Pos. | Nadador          | País               | Tempo        |
| ---- | ---------------- | ------------------ | ------------ |
| 1    | Harry Hebner     | USA Estados Unidos | 1:11.0       |
| 2    | Paul Radmilovic  | GBR Grã-Bretanha   | 1:12.0       |
| 3-4  | Edward Cooke     | ANZ Australásia    | desconhecido |
| 3-4  | Fernand Feyaerts | BEL Bélgica        | desconhecido |

Eliminatória 7
| Pos. | Nadador          | País             | Tempo  |
| ---- | ---------------- | ---------------- | ------ |
| 1    | Wilfred Edwards  | GBR Grã-Bretanha | 1:05.8 |
| 2    | Robert Zimmerman | CAN Canadá       | 1:35.0 |

Eliminatória 8
O nadador Dockrell não teve concorrentes na eliminatória.
| Pos. | Nadador         | País             | Tempo  |
| ---- | --------------- | ---------------- | ------ |
| 1    | George Dockrell | GBR Grã-Bretanha | 1:13.2 |

Eliminatória 9
| Pos. | Nadador      | País               | Tempo  |
| ---- | ------------ | ------------------ | ------ |
| 1    | Leslie Rich  | USA Estados Unidos | 1:14.6 |
| 2    | André Duprez | BEL Bélgica        | 1:18.0 |

### Semifinais
Os dois melhores de cada semi-final avançam a final.
Semifinal 1
| Pos. | Nadador           | País               | Tempo        |
| ---- | ----------------- | ------------------ | ------------ |
| 1    | Zoltán Halmay     | HUN Hungria        | 1:09.4       |
| 2    | Harald Julin      | SWE Suécia         | 1:10.2       |
| 3    | Harry Hebner      | USA Estados Unidos | 1:11.8       |
| 4    | Frank Beaurepaire | ANZ Australásia    | desconhecido |
| 5-6  | Wilfred Edwards   | GBR Grã-Bretanha   | desconhecido |
| 5-6  | Paul Radmilovic   | GBR Grã-Bretanha   | desconhecido |

Semifinal 2
| Pos. | Nadador         | País               | Tempo        |
| ---- | --------------- | ------------------ | ------------ |
| 1    | Charles Daniels | USA Estados Unidos | 1:10.2       |
| 2    | Leslie Rich     | USA Estados Unidos | 1:10.8       |
| 3    | George Dockrell | GBR Grã-Bretanha   | 1:11.4       |
| 4    | Otto Scheff     | AUT Áustria        | desconhecido |
| 5    | Addin Tyldesley | GBR Grã-Bretanha   | desconhecido |

### Final
| Pos. | Nadador         | País               | Tempo        |
| ---- | --------------- | ------------------ | ------------ |
| 1    | Charles Daniels | USA Estados Unidos | 1:05.6       |
| 2    | Zoltán Halmay   | HUN Hungria        | 1:06.2       |
| 3    | Harald Julin    | SWE Suécia         | 1:08.0       |
| 4    | Leslie Rich     | USA Estados Unidos | desconhecido |

## 400 metros livre masculino
| Pos.   | País               | Atletas           |
| ------ | ------------------ | ----------------- |
| Ouro   | Grã-Bretanha (GBR) | Henry Taylor      |
| Prata  | Australásia (ANZ)  | Frank Beaurepaire |
| Bronze | Áustria (AUT)      | Otto Scheff       |

### Primeira fase
O melhor nadador em cada eliminatória e o melhor segundo colocado geral avançam as semi-finais.
Eliminatória 1
| Pos. | Nadador           | País               | Tempo         |
| ---- | ----------------- | ------------------ | ------------- |
| 1    | Sydney Battersby  | GBR Grã-Bretanha   | 5:48.8        |
| 2    | Béla las Torres   | HUN Hungria        | 5:52.2        |
| 3    | Budd Goodwin      | USA Estados Unidos | desconhecido  |
| 4    | Vilhelm Andersson | SWE Suécia         | desconhecido  |
| —    | Henri Decoin      | FRA França         | não completou |

Eliminatória 2
| Pos. | Nadador          | País             | Tempo  |
| ---- | ---------------- | ---------------- | ------ |
| 1    | William Foster   | GBR Grã-Bretanha | 5:54.8 |
| 2    | Robert Andersson | SWE Suécia       | 6:28.0 |

Eliminatória 3
O nadador Tartakover não teve concorrentes na eliminatória.
| Place | Swimmer             | Nation          | Time   |
| ----- | ------------------- | --------------- | ------ |
| 1     | Theodore Tartakover | ANZ Australásia | 6:35.0 |

Eliminatória 4
| Pos. | Nadador           | País               | Tempo         |
| ---- | ----------------- | ------------------ | ------------- |
| 1    | Frank Beaurepaire | ANZ Australásia    | 5:49.2        |
| 2    | Sam Blatherwick   | GBR Grã-Bretanha   | 6:16.8        |
| 3    | Conrad Trubenbach | USA Estados Unidos | desconhecido  |
| —    | Davide Baiardo    | ITA Itália         | não completou |

Eliminatória 5
| Pos. | Nadador         | País             | Tempo  |
| ---- | --------------- | ---------------- | ------ |
| 1    | Paul Radmilovic | GBR Grã-Bretanha | 6:10.0 |
| 2    | Aage Holm       | DEN Dinamarca    | 8:08.8 |

Eliminatória 6
| Pos. | Nadador               | País             | Tempo        |
| ---- | --------------------- | ---------------- | ------------ |
| 1    | Henry Taylor          | GBR Grã-Bretanha | 5:42.2       |
| 2    | Frederick Springfield | ANZ Australásia  | 5:57.4       |
| 3    | Mario Massa           | ITA Itália       | desconhecido |

Eliminatória 7
| Pos. | Nadador           | País              | Tempo        |
| ---- | ----------------- | ----------------- | ------------ |
| 1    | Otto Scheff       | AUT Áustria       | 5:51.0       |
| 2    | William Haynes    | GBR Grã-Bretanha  | 6:21.2       |
| 3    | József Ónody      | HUN Hungria       | desconhecido |
| 4-5  | Friedrich Meuring | NED Países Baixos | desconhecido |
| 4-5  | Hjalmar Saxtorph  | DEN Dinamarca     | desconhecido |

Eliminatória 8
O nadador Zachár não teve concorrentes na eliminatória.
| Pos. | Nadador     | País        | Tempo  |
| ---- | ----------- | ----------- | ------ |
| 1    | Imre Zachár | HUN Hungria | 6:09.8 |

Eliminatória 9
| Pos. | Nadador      | País             | Tempo  |
| ---- | ------------ | ---------------- | ------ |
| 1    | Henrik Hajós | HUN Hungria      | 6:19.8 |
| 2    | Arthur Sharp | GBR Grã-Bretanha | 7:00.4 |

### Semifinais
Os dois melhores de cada semi-final avançam a final.
Semifinal 1
| Pos. | Nadador          | País             | Tempo        |
| ---- | ---------------- | ---------------- | ------------ |
| 1    | Otto Scheff      | AUT Áustria      | 5:40.6       |
| 2    | Henry Taylor     | GBR Grã-Bretanha | 5:41.0       |
| 3    | Sydney Battersby | GBR Grã-Bretanha | desconhecido |
| 4    | Béla las Torres  | HUN Hungria      | desconhecido |
| 5    | Henrik Hajós     | HUN Hungria      | desconhecido |

Semifinal 2
| Pos. | Nadador             | País             | Tempo         |
| ---- | ------------------- | ---------------- | ------------- |
| 1    | Frank Beaurepaire   | ANZ Australásia  | 5:44.0        |
| 2    | William Foster      | GBR Grã-Bretanha | 5:52.2        |
| 3    | Paul Radmilovic     | GBR Grã-Bretanha | desconhecido  |
| —    | Imre Zachár         | HUN Hungria      | não completou |
| —    | Theodore Tartakover | ANZ Australásia  | não largou    |

### Final
| Pos. | Nadador           | País             | Tempo        |
| ---- | ----------------- | ---------------- | ------------ |
| 1    | Henry Taylor      | GBR Grã-Bretanha | 5:36.8       |
| 2    | Frank Beaurepaire | ANZ Australásia  | 5:44.2       |
| 3    | Otto Scheff       | AUT Áustria      | 5:46.0       |
| 4    | William Foster    | GBR Grã-Bretanha | desconhecido |

## 1500 metros livre masculino
| Pos.   | País               | Atletas           |
| ------ | ------------------ | ----------------- |
| Ouro   | Grã-Bretanha (GBR) | Henry Taylor      |
| Prata  | Grã-Bretanha (GBR) | Sydney Battersby  |
| Bronze | Australásia (ANZ)  | Frank Beaurepaire |

### Primeira fase
O melhor nadador em cada eliminatória e o melhor segundo colocado geral avançam as semi-finais.
Eliminatória 1
| Pos. | Nadador            | País             | Tempo   |
| ---- | ------------------ | ---------------- | ------- |
| 1    | Paul Radmilovic    | GBR Grã-Bretanha | 25:02.4 |
| 2    | Gunnar Wennerström | SWE Suécia       | 27:15.4 |
| 3    | Oreste Muzzi       | ITA Itália       | 28:52.6 |

Eliminatória 2
| Pos. | Nadador           | País              | Tempo   |
| ---- | ----------------- | ----------------- | ------- |
| 1    | Frank Beaurepaire | ANZ Australásia   | 23:45.8 |
| 2    | Sam Blatherwick   | GBR Grã-Bretanha  | 25:15.4 |
| 3    | Pieter Ooms       | NED Países Baixos | 27:24.4 |
| 4    | Vilhelm Andersson | SWE Suécia        | 27:34.4 |

Eliminatória 3
O nadador Moist não teve concorrentes na eliminatória.
| Pos. | Nadador     | País             | Tempo   |
| ---- | ----------- | ---------------- | ------- |
| 1    | Lewis Moist | GBR Grã-Bretanha | 26:52.0 |

Eliminatória 4
| Pos. | Nadador               | País             | Tempo   |
| ---- | --------------------- | ---------------- | ------- |
| 1    | Sydney Battersby      | GBR Grã-Bretanha | 23:42.8 |
| 2    | Frederick Springfield | ANZ Australásia  | 24:52.4 |
| 3    | André Theuriet        | FRA França       | 32:37.0 |

Eliminatória 5
| Pos. | Nadador         | País               | Tempo   |
| ---- | --------------- | ------------------ | ------- |
| 1    | John Jarvis     | GBR Grã-Bretanha   | 25:51.6 |
| 2    | James Green     | USA Estados Unidos | 28:09.0 |
| 3    | Richard Hassell | GBR Grã-Bretanha   | 28:14.8 |

Eliminatória 6
| Pos. | Nadador        | País              | Tempo             |
| ---- | -------------- | ----------------- | ----------------- |
| 1    | Henry Taylor   | GBR Grã-Bretanha  | 23:24.4           |
| 2    | Otto Scheff    | AUT Áustria       | 24:15.8           |
| 3    | Gustaf Wretman | SWE Suécia        | 28:40.8           |
| —    | Eduard Meijer  | NED Países Baixos | Did não completou |

Eliminatória 7
O nadador Foster não teve concorrentes na eliminatória.
| Pos. | Nadador        | País             | Tempo   |
| ---- | -------------- | ---------------- | ------- |
| 1    | William Foster | GBR Grã-Bretanha | 24:33.0 |

### Semifinais
Os dois melhores de cada semi-final avançam a final.
Semifinal 1
| Pos. | Nadador           | País             | Tempo        |
| ---- | ----------------- | ---------------- | ------------ |
| 1    | Henry Taylor      | GBR Grã-Bretanha | 22:54.0      |
| 2    | Frank Beaurepaire | ANZ Australásia  | 23:25.4      |
| 3    | William Foster    | GBR Grã-Bretanha | desconhecido |
| 4    | Lewis Moist       | GBR Grã-Bretanha | desconhecido |

Semifinal 2
| Pos. | Nadador          | País             | Tempo         |
| ---- | ---------------- | ---------------- | ------------- |
| 1    | Sydney Battersby | GBR Grã-Bretanha | 23:23.0       |
| 2    | Otto Scheff      | AUT Áustria      | 24:25.0       |
| —    | John Jarvis      | GBR Grã-Bretanha | não completou |
| —    | Paul Radmilovic  | GBR Grã-Bretanha | não largou    |

### Final
| Pos. | Nadador           | País             | Tempo        |
| ---- | ----------------- | ---------------- | ------------ |
| 1    | Henry Taylor      | GBR Grã-Bretanha | 22:48.4      |
| 2    | Sydney Battersby  | GBR Grã-Bretanha | 22:51.2      |
| 3    | Frank Beaurepaire | ANZ Australásia  | 22:56.2      |
| 4    | Otto Scheff       | AUT Áustria      | desconhecido |

## 100 metros costas masculino
| Pos.   | País               | Atletas           |
| ------ | ------------------ | ----------------- |
| Ouro   | Alemanha (GER)     | Arno Bieberstein  |
| Prata  | Dinamarca (DEN)    | Ludvig Dam        |
| Bronze | Grã-Bretanha (GBR) | Herbert Haresnape |

### Primeira fase
O melhor nadador em cada eliminatória e o melhor segundo colocado geral avançam as semi-finais.
Eliminatória 1
| Pos. | Nadador          | País             | Tempo        |
| ---- | ---------------- | ---------------- | ------------ |
| 1    | Arno Bieberstein | GER Alemanha     | 1:25.6       |
| 2    | Frederick Unwin  | GBR Grã-Bretanha | 1:30.0       |
| 3    | Hugo Jonsson     | FIN Finlândia    | desconhecido |

Eliminatória 2
| Pos. | Nadador         | País             | Tempo        |
| ---- | --------------- | ---------------- | ------------ |
| 1    | Max Ritter      | GER Alemanha     | 1:33.4       |
| 2    | Sidney Willis   | GBR Grã-Bretanha | 1:34.4       |
| 3    | John Henrikssen | FIN Finlândia    | desconhecido |

Eliminatória 3
| Pos. | Nadador                  | País              | Tempo        |
| ---- | ------------------------ | ----------------- | ------------ |
| 1    | Colin Lewis              | GBR Grã-Bretanha  | 1:30.2       |
| 2    | Bartholomeus Roodenburch | NED Países Baixos | 1:36.0       |
| 3    | Robert Zimmerman         | CAN Canadá        | desconhecido |

Eliminatória 4
| Pos. | Nadador           | País             | Tempo        |
| ---- | ----------------- | ---------------- | ------------ |
| 1    | Herbert Haresnape | GBR Grã-Bretanha | 1:26.2       |
| 2    | Ludvig Dam        | DEN Dinamarca    | 1:26.4       |
| 3    | Amilcare Beretta  | ITA Itália       | desconhecido |

Eliminatória 5
O nadador Parvin não teve concorrentes na eliminatória.
| Pos. | Nadador        | País             | Tempo  |
| ---- | -------------- | ---------------- | ------ |
| 1    | Stanley Parvin | GBR Grã-Bretanha | 1:35.2 |

Eliminatória 6
| Pos. | Nadador            | País               | Tempo         |
| ---- | ------------------ | ------------------ | ------------- |
| 1    | John Taylor        | GBR Grã-Bretanha   | 1:25.8        |
| 2    | Augustus Goessling | USA Estados Unidos | 1:29.0        |
| 3    | Gustaf Wretman     | SWE Suécia         | desconhecido  |
| —    | Oscar Grégoire     | BEL Bélgica        | não completou |

Eliminatória 7
O húngaro Kugler largou antes dos demais competidores e foi desclassificado.
| Pos. | Nadador         | País              | Tempo           |
| ---- | --------------- | ----------------- | --------------- |
| 1    | Gustav Aurisch  | GER Alemanha      | 1:27.4          |
| 2    | Johan Cortlever | NED Países Baixos | desconhecido    |
| 3    | Eric Seaward    | GBR Grã-Bretanha  | desconhecido    |
| —    | Sándor Kugler   | HUN Hungria       | desclassificado |

### Semifinais
Os dois melhores de cada semi-final avançam a final.
Semifinal 1
| Pos. | Nadador          | País             | Tempo        |
| ---- | ---------------- | ---------------- | ------------ |
| 1    | Arno Bieberstein | GER Alemanha     | 1:25.6       |
| 2    | Ludvig Dam       | DEN Dinamarca    | desconhecido |
| 3    | Max Ritter       | GER Alemanha     | desconhecido |
| 4    | Stanley Parvin   | GBR Grã-Bretanha | desconhecido |

Semifinal 2
| Pos. | Nadador           | País             | Tempo        |
| ---- | ----------------- | ---------------- | ------------ |
| 1    | Gustav Aurisch    | GER Alemanha     | 1:28.2       |
| 2    | Herbert Haresnape | GBR Grã-Bretanha | 1:28.8       |
| 3    | John Taylor       | GBR Grã-Bretanha | desconhecido |
| 4    | Colin Lewis       | GBR Grã-Bretanha | desconhecido |

### Final
| Pos. | Nadador           | País             | Tempo        |
| ---- | ----------------- | ---------------- | ------------ |
| 1    | Arno Bieberstein  | GER Alemanha     | 1:24.6       |
| 2    | Ludvig Dam        | DEN Dinamarca    | 1:26.6       |
| 3    | Herbert Haresnape | GBR Grã-Bretanha | 1:27.0       |
| 4    | Gustav Aurisch    | GER Alemanha     | desconhecido |

## 200 metros peito masculino
| Pos.   | País               | Atletas          |
| ------ | ------------------ | ---------------- |
| Ouro   | Grã-Bretanha (GBR) | Fred Holman      |
| Prata  | Grã-Bretanha (GBR) | William Robinson |
| Bronze | Suécia (SWE)       | Pontus Hanson    |

### Primeira fase
O melhor nadador em cada eliminatória e o melhor segundo colocado geral avançam as semifinais.
Eliminatória 1
| Pos. | Nadador        | País             | Tempo        |
| ---- | -------------- | ---------------- | ------------ |
| 1    | Fred Holman    | GBR Grã-Bretanha | 3:10.6       |
| 2    | Richard Rösler | GER Alemanha     | 3:18.0       |
| 3    | Max Gumpel     | SWE Suécia       | desconhecido |

Eliminatória 2
| Pos. | Nadador            | País               | Tempo        |
| ---- | ------------------ | ------------------ | ------------ |
| 1    | Wilhelm Persson    | SWE Suécia         | 3:17.6       |
| 2    | András Baronyi     | HUN Hungria        | 3:18.0       |
| 3    | Augustus Goessling | USA Estados Unidos | desconhecido |
| 4-5  | Herman Cederberg   | FIN Finlândia      | desconhecido |
| 4-5  | Frank Naylor       | GBR Grã-Bretanha   | desconhecido |

Eliminatória 3
| Pos. | Nadador           | País             | Tempo        |
| ---- | ----------------- | ---------------- | ------------ |
| 1    | Erich Zeidel      | GER Alemanha     | 3:17.2       |
| 2    | Hjalmar Johansson | SWE Suécia       | 3:21.2       |
| 3    | Arthur Davies     | GBR Grã-Bretanha | desconhecido |
| 4    | Pierre Strauwen   | BEL Bélgica      | desconhecido |

Eliminatória 4
| Pos. | Nadador          | País             | Tempo        |
| ---- | ---------------- | ---------------- | ------------ |
| 1    | Ödön Toldi       | HUN Hungria      | 3:14.4       |
| 2    | Pontus Hanson    | SWE Suécia       | 3:15.0       |
| 3    | Sydney Gooday    | GBR Grã-Bretanha | desconhecido |
| 4    | Amilcare Beretta | ITA Itália       | desconhecido |

Eliminatória 5
| Pos. | Nadador          | País             | Tempo         |
| ---- | ---------------- | ---------------- | ------------- |
| 1    | William Robinson | GBR Grã-Bretanha | 3:13.0        |
| 2    | Per Fjästad      | SWE Suécia       | 3:31.4        |
| 3    | John Henrikssen  | FIN Finlândia    | desconhecido  |
| —    | Edward Cooke     | ANZ Australásia  | não completou |

Eliminatória 6
| Pos. | Nadador          | País          | Tempo         |
| ---- | ---------------- | ------------- | ------------- |
| 1    | József Fabinyi   | HUN Hungria   | 3:23.4        |
| 2    | Torsten Kumfeldt | SWE Suécia    | 3:24.6        |
| 3    | Harald Klem      | DEN Dinamarca | desconhecido  |
| —    | Hugo Jonsson     | FIN Finlândia | não completou |

Eliminatória 7
| Pos. | Nadador          | País             | Tempo        |
| ---- | ---------------- | ---------------- | ------------ |
| 1    | Félicien Courbet | BEL Bélgica      | 3:16.4       |
| 2    | Percy Courtman   | GBR Grã-Bretanha | 3:18.4       |
| 3    | Adolf Andersson  | SWE Suécia       | desconhecido |

### Semifinais
Os dois melhores de cada semi-final avançam a final.
Semifinal 1
| Pos. | Nadador        | País             | Tempo        |
| ---- | -------------- | ---------------- | ------------ |
| 1    | Fred Holman    | GBR Grã-Bretanha | 3:10.0       |
| 2    | Ödön Toldi     | HUN Hungria      | 3:16.4       |
| 3    | Erich Zeidel   | GER Alemanha     | desconhecido |
| 4    | József Fabinyi | HUN Hungria      | desconhecido |

Semifinal 2
| Pos. | Nadador          | País             | Tempo        |
| ---- | ---------------- | ---------------- | ------------ |
| 1    | William Robinson | GBR Grã-Bretanha | 3:11.8       |
| 2    | Pontus Hanson    | SWE Suécia       | 3:13.0       |
| 3    | Wilhelm Persson  | SWE Suécia       | desconhecido |
| 4    | Félicien Courbet | BEL Bélgica      | desconhecido |

### Final
| Pos. | Nadador          | País             | Tempo  |
| ---- | ---------------- | ---------------- | ------ |
| 1    | Fred Holman      | GBR Grã-Bretanha | 3:09.2 |
| 2    | William Robinson | GBR Grã-Bretanha | 3:12.8 |
| 3    | Pontus Hanson    | SWE Suécia       | 3:14.6 |
| 4    | Ödön Toldi       | HUN Hungria      | 3:15.2 |

## 4x200 metros livre masculino
| Pos.   | País                 | Atletas                                                     |
| ------ | -------------------- | ----------------------------------------------------------- |
| Ouro   | Grã-Bretanha (GBR)   | John Derbyshire Paul Radmilovic William Foster Henry Taylor |
| Prata  | Hungria (HUN)        | József Munk Imre Zachár Béla las Torres Zoltán Halmay       |
| Bronze | Estados Unidos (USA) | Harry Hebner Budd Goodwin Charles Daniels Leslie Rich       |

### Semifinais
O melhor nadador em cada semi-final e o melhor segundo colocado geral avançam a final.
Semifinal 1
| Pos. | País            | Nadadores                                                                  | Tempo   |
| ---- | --------------- | -------------------------------------------------------------------------- | ------- |
| 1    | ANZ Australásia | Frank Beaurepaire Frederick Springfield Reginald Baker Theodore Tartakover | 11:35.0 |
| 2    | DEN Dinamarca   | Poul Holm Harald Klem Ludvig Dam Hjalmar Saxtorph                          | 12:53.0 |

Semifinal 2
| Pos. | País               | Nadadores                                                      | Tempo        |
| ---- | ------------------ | -------------------------------------------------------------- | ------------ |
| 1    | GBR Grã-Bretanha   | William Foster Paul Radmilovic John Derbyshire Henry Taylor    | 10:53.4      |
| 2    | USA Estados Unidos | Harry Hebner Budd Goodwin Charles Daniels Leslie Rich          | 11:01.4      |
| 3    | SWE Suécia         | Gustaf Wretman Gunnar Wennerström Harald Julin Adolf Andersson | desconhecido |

Semifinal 3
A equipe da Hungria não teve concorrentes na semi-final e avançou direto a final.

### Final
| Pos. | País               | Nadadores                                                                  | Tempo        |
| ---- | ------------------ | -------------------------------------------------------------------------- | ------------ |
| 1    | GBR Grã-Bretanha   | John Derbyshire Paul Radmilovic William Foster Henry Taylor                | 10:55.6      |
| 2    | HUN Hungria        | József Munk Imre Zachár Béla las Torres Zoltán Halmay                      | 10:59.0      |
| 3    | USA Estados Unidos | Harry Hebner Budd Goodwin Charles Daniels Leslie Rich                      | 11:02.8      |
| 4    | ANZ Australásia    | Frank Beaurepaire Frederick Springfield Reginald Baker Theodore Tartakover | desconhecido |

## Quadro de medalhas da natação
| Pos. | País                 | Ouro | Prata | Bronze | Total |
| 1    | Grã-Bretanha (GBR)   | 4    | 2     | 1      | 7     |
| 2    | Estados Unidos (USA) | 1    | 0     | 1      | 2     |
| 3    | Alemanha (GER)       | 1    | 0     | 0      | 1     |
| 4    | Hungria (HUN)        | 0    | 2     | 0      | 2     |
| 5    | Australásia (ANZ)    | 0    | 1     | 1      | 2     |
| 6    | Dinamarca (DEN)      | 0    | 1     | 0      | 1     |
| 7    | Suécia (SWE)         | 0    | 0     | 2      | 2     |
| 8    | Áustria (AUT)        | 0    | 0     | 1      | 1     |